# 日本海海戦紀念碑

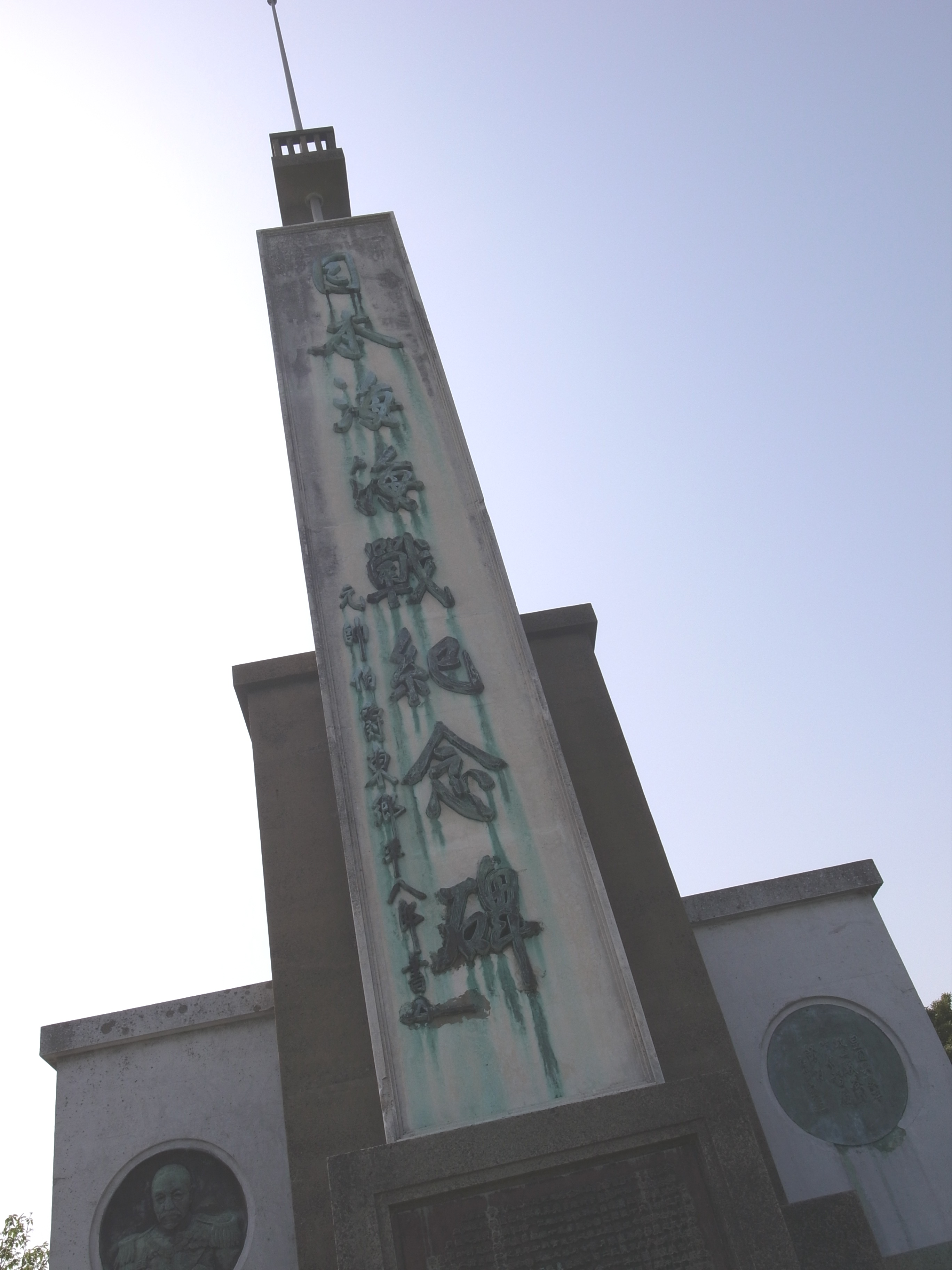
日本海海戦紀念碑

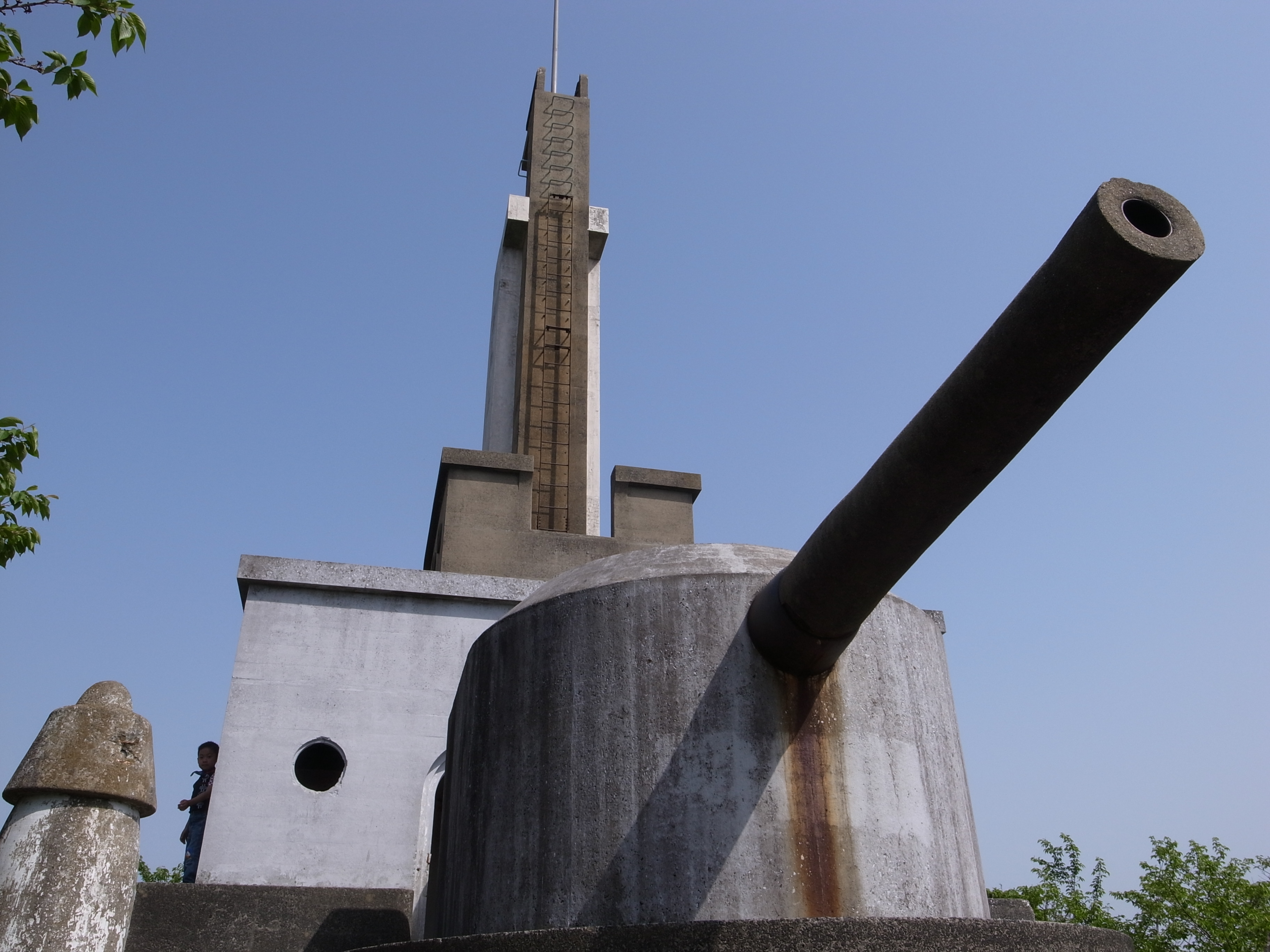
大砲を模した部分

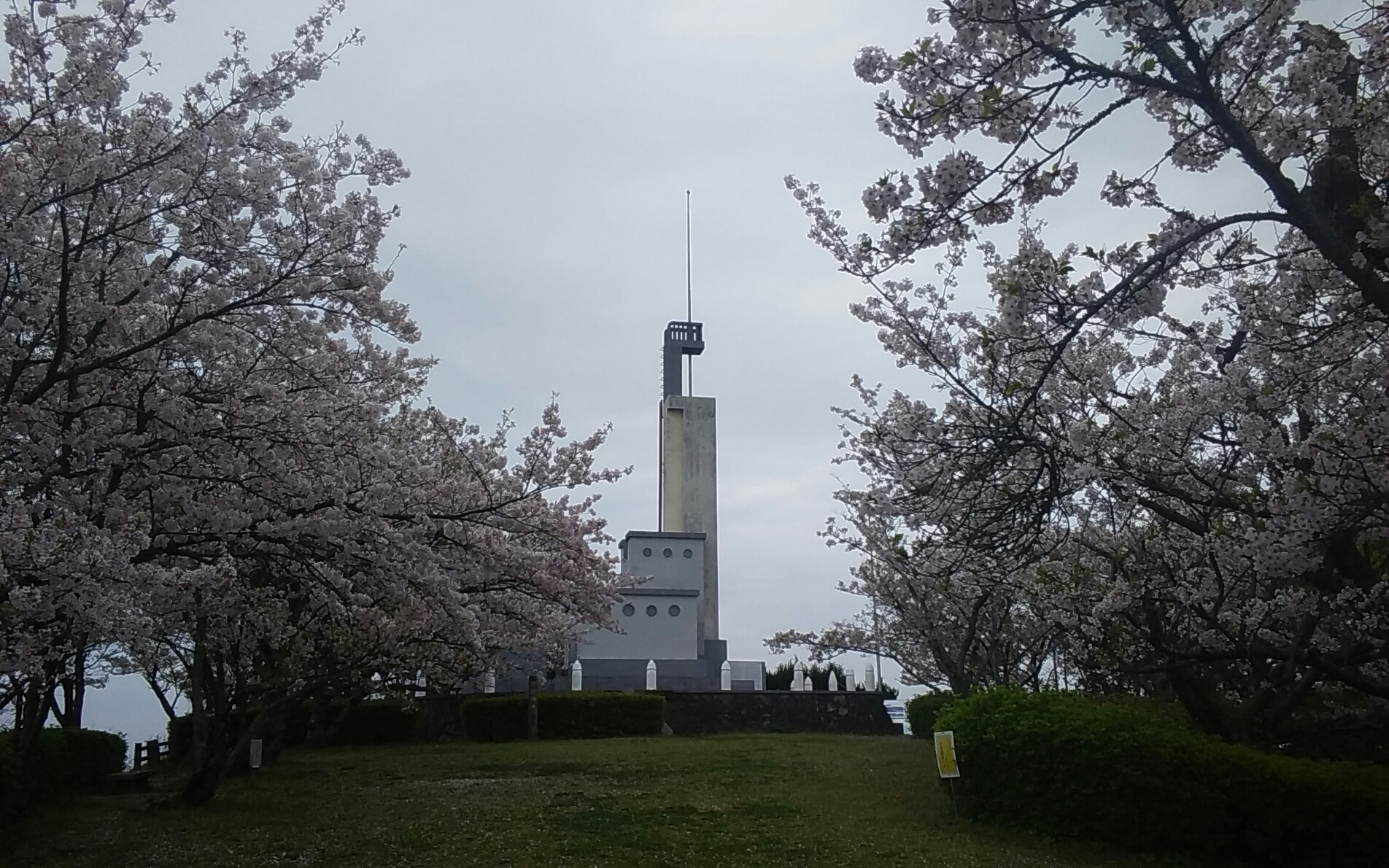
横から見た紀念碑と桜

日本海海戦紀念碑（にほんかいかいせんきねんひ）は福岡県福津市の大峰山自然公園内にある日本海海戦を記念した碑である。

## 概要
1934年（昭和9年）に地元の獣医師安部正弘が戦場を見下ろすこの地に寄付と私費を投じて建設した。高さは38尺、幅は5尺、マストは27尺と海戦の行われた「明治38年5月27日」に由来している。碑銘は東郷平八郎による。当初碑銘は「日露戦争戦勝記念」にする予定だったが、東郷が「戦勝という字句は国の尊い犠牲となられた両国軍人のことを思うと忍びない」と反対したため「海戦紀念」となった。正面には碑銘（幅1.65m）と東郷のレリーフ、「各員一層奮励努力」と書かれた銅板がある。側面から見ると模造の大砲があり、戦艦三笠の司令塔をイメージしている。
- 設計:福岡県土木部
- 構造:鉄筋コンクリート造

## 記念艦沖島
安部は1925年（大正14年）海軍から沖島 (海防艦)（旧名アプラキシン）の払い下げを受け、公園下の海岸で公開していた。1939年（昭和14年）に供出され、その部材の一部は紀念碑のレリーフとなっている。

## 交通
- JR九州鹿児島本線福間駅から西鉄バス5番津屋崎橋行き乗車、終点下車徒歩21分(1.7km)。
- マイカーの場合、九州自動車道古賀インターチェンジから約11㎞。
- 駐車場あり